# Рурский скоростной велосипедный путь (RS1)

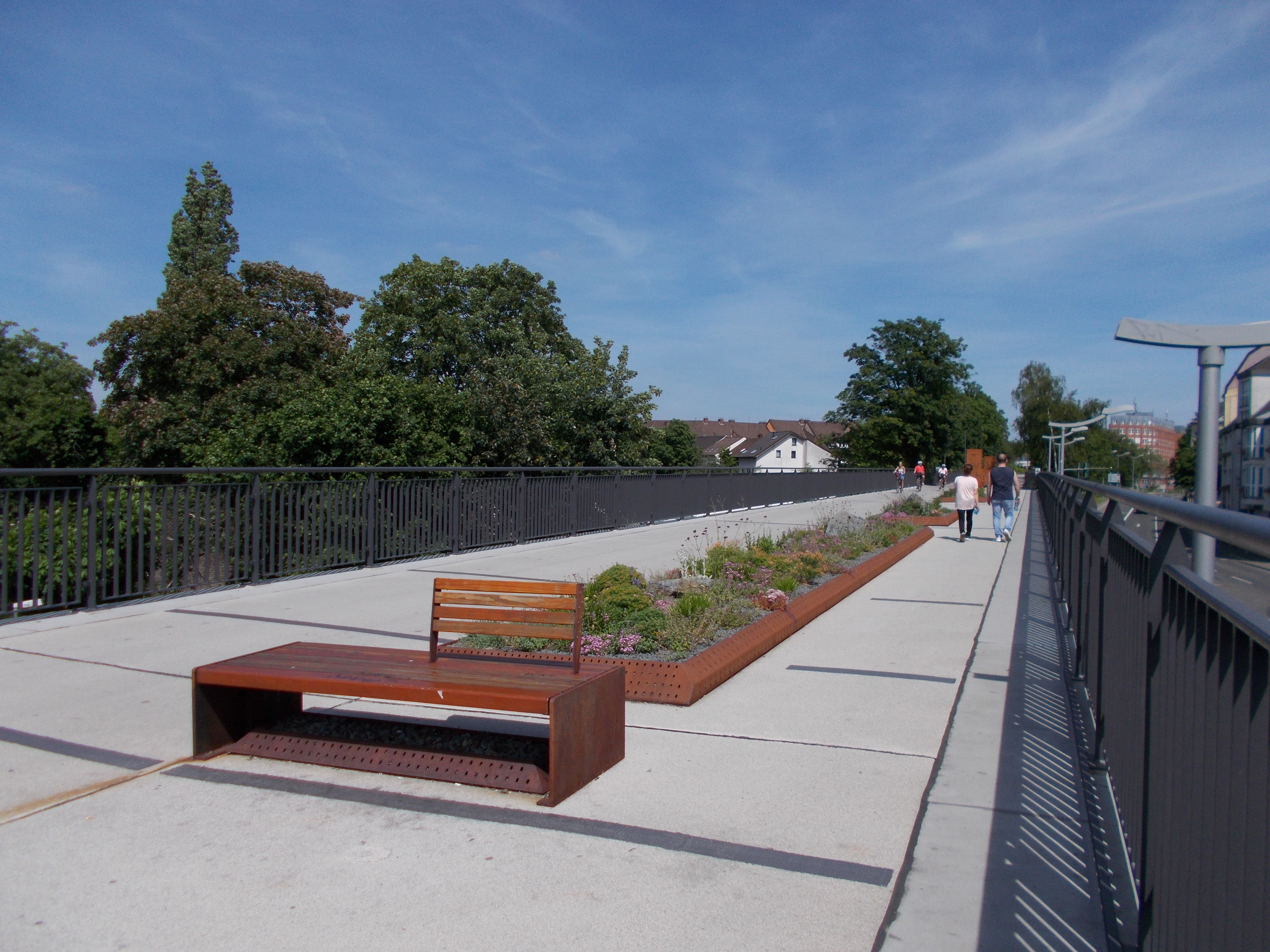
Высокий променад в Мюльхайме

Рурский скоростной велосипедный путь RS1 (нем. Radschnellweg Ruhr (RS1)), а также Рурская скоростная велосипедная дорожка — один из первых в Германии скоростных велосипедных путей, частично построенный, частично спроектированный между Дуйсбургом и Хаммом в Рурской области, соединяющий все её важнейшие населённые пункты.

## Современное состояние (март 2020)
В настоящее время построен и используется участок пути между Западно-Рурским университетом прикладных наук в Мюльхайме-на-Руре и городской чертой Эссена.
Дорожная разметка нанесена только между университетом и Рурским мостом, освещение проведено у центрального вокзала Мюльхайма.
От границы Эссена до кампуса Эссенского университета пока доступна гравийная пешеходная и велосипедная дорожка на оставшейся части бывшего пути Рейнской железной дороги.

## Строительство

### Планирование
Министерство транспорта Северного Рейна-Вестфалии (Ministerium für Verkehr des Landes Nordrhein-Westfalen) задокументировало запланированный маршрут на сайте radschnellwege.nrw.

### Прогулочный участок у вокзалаМюльхайма
У главного вокзала Мюльхайма велосипедный путь объединён с городским променадом. Здесь пешеходы имеют преимущество перед велосипедистами, которые должны спешиться и пройти променад в пешем порядке. По этому поводу Общегерманский Велосипедный Клуб (ADFC) опубликовал сатирический памфлет, в котором предлагает мост автобана № 40 в Дуйсбурге сделать променадом.

### Казус Эльтинга
В Эльтинге (квартал в Эссене) должна быть снесена насыпь, по которой планировалось проложить скоростной велопуть, и вместо этого провести его над крышами зданий, что вызвало острую критику и настоятельное требование не только пересмотра планирования участка велосипедного пути, но и вообще скептическое отношение к строительству велопути в целом.

### Хроника строительства
| 2010            | Проектированите Региональной ассоциации Рура (Regionalverband Ruhr)                                                                 |
| 2011            | Принято решение о строительстве на собрании ассоциации RVR и подана заявка на финансирование в Федеральное министерство транспорта. |
| Октябрь 2012    | Проведено технико-экономическое обоснование проекта при финансовой поддержке Федерального министерства транспорта.                  |
| Сентябрь 2014   | Публикация готового технико-экономического обоснования                                                                              |
| 27 ноября 2015  | Открытие участка между центральным железнодорожным вокзалом Мюльхайма и городскими границами Эссена.                                |
| 23 октября 2017 | Утверждён участок у главного вокзала Мюльхайма по городскому виадуку (Stadt-Viadukt und Ruhrbrücke Mülheim).                        |
| 15 мая 2019     | Открыт участок движения по виадуку.                                                                                                 |
| 7 февраля 2020  | Брошена первая лопата земли под строительство участка скоростного велопути в Эссене у бульвара Бертольда Беца.                      |